# さわやか (麻丘めぐみのアルバム)
『さわやか』は、麻丘めぐみ初のスタジオ・アルバム。発売日は1972年8月5日。発売元はビクター音楽産業（現：ビクターエンタテインメント）。規格品番：GAM-1001。1991年4月21日に初CD化された。

## 解説
1972年6月5日に歌手デビュー･シングル「芽ばえ」を発売後、初めて発表されたアルバム。そのB面曲「素晴らしき16才」やオリジナル作品のほか、平山三紀などが歌った筒美京平作品のカヴァーや、当時コカ・コーラのCMソングに起用されたザ・ニュー・シーカーズ「愛するハーモニー」の日本語カヴァーなども収録された。
楽曲と楽曲の合間に、おしゃべりが挿入されている箇所がある。見開き歌詞カードには、Q&Aコーナーを掲載。
アルバム・ジャケットではボートに乗っているが、この写真は井の頭恩賜公園内で撮影されたと後に明かした。このアルバムの次にGAMレーベルから発売された第2弾は、対極的な頭脳警察『頭脳警察3』（GAM-1002）で、どちらもヒットとなったことから、同時に社内賞を受け取っている。
1991年には、本作品と次アルバム『あこがれ』（1972/12/20）が1作にまとめられ、『定番コレクション2in One 「さわやか + あこがれ」』として初CD化された。芸能生活50周年を迎えた2009年には、リマスタリングで高音質化された紙ジャケット仕様で初めて単独復刻された。タイトルは『さわやか +11』で、1973年11月25日に発売された『ベスト・コレクション'74』（規格品番：SJV-679）にのみ収録されていた未CD化音源や、その他カラオケ音源がボーナス・トラックで11曲追加収録されている。12曲目「希望の旅」と13曲目「決めちゃったから」の合間には、10秒程度のブランク・タイムが挿入された。

## 収録曲

### LP盤
※全編曲：高田弘
Side A
1. 芽ばえ
作詞：千家和也／作曲：筒美京平
2. としごろ
作詞：千家和也／作曲：筒美京平
3. お母さん
作詞：千家和也／作曲：筒美京平
4. 海辺の白い家
作詞：橋本淳／作曲：筒美京平
5. さよならのブルース
作詞：橋本淳／作曲：筒美京平
※原曲歌唱：平山三紀
6. ふたたび愛を
作詞：橋本淳／作曲：筒美京平
※原曲歌唱：平山三紀

Side B
1. 素晴らしき16才
作詞：千家和也／作曲：筒美京平
2. 愛するハーモニー（英語版）
訳詞：長恭子／作曲：B.Backer / R.Cook / B.Davis / R.Greenaway
※原曲歌唱：ザ・ニュー・シーカーズ（英語版）。スクールメイツのカバー版と同じ日本語詞で歌唱。
3. ママに捧げる詩
訳詞：若谷和子／作曲：Bill Parkinson
※原曲歌唱：ニール・リード
4. たそがれ
作詞：千家和也／作曲：筒美京平
5. 思い出の日記
作詞：千家和也／作曲：筒美京平
6. 希望の旅
作詞：橋本淳／作曲：筒美京平
※原曲歌唱：平山三紀

### CD盤（1991年・2002年版）
定番コレクション 2in One 「さわやか + あこがれ」
- M-13〜24の作家は項目『あこがれ』参照のこと。

1. 芽ばえ
2. としごろ
3. お母さん
4. 海辺の白い家
5. さよならのブルース
6. ふたたび愛を
7. 素晴らしき16才
8. 愛するハーモニー
9. ママに捧げる詩
10. たそがれ
11. 思い出の日記
12. 希望の旅
13. 悲しみよこんにちは
14. 忘れるために
15. 見果てぬ夢
16. さよならの丘
17. 愛の迷い子
18. 手紙
19. 女の子なんだもん
20. やくそく
21. 恋する17才
22. 大人になる日
23. もしかしたら
24. 初めての恋

### CD盤（2009年版）
1. 芽ばえ（3:24）
2. としごろ（2:47）
3. お母さん（4:14）
4. 海辺の白い家（3:00）
5. さよならのブルース（3:16）
6. ふたたび愛を（3:16）
7. 素晴らしき16才（2:46）
8. 愛するハーモニー（2:38）
9. ママに捧げる詩（3:11）
10. たそがれ（2:43）
11. 思い出の日記（3:49）
12. 希望の旅（3:04）
13. 決めちゃったから -ボーナス・トラック-（2:42）
  - 作詞: さいとう大三、作曲・編曲: 馬飼野俊一
14. マリアの涙 -ボーナス・トラック-（3:26）
  - 作詞: 千家和也、作曲・編曲: 馬飼野俊一
15. 白い夜 -ボーナス・トラック-（2:30）
  - 作詞: 千家和也、作曲・編曲: 高田弘
16. クラスメイト -ボーナス・トラック-（2:42）
  - 作詞: 千家和也、作曲: 福沢俊介、編曲: 穂口雄右
17. 枯葉が一枚 -ボーナス・トラック-（3:09）
  - 作詞: 千家和也、作曲・編曲: 穂口雄右
18. さよならの頃 -ボーナス・トラック-（2:42）
  - 作詞: 千家和也、作曲・編曲: 馬飼野俊一
19. 別れ道 -ボーナス・トラック-（2:51）
  - 作詞: 千家和也、作曲・編曲: 馬飼野俊一
20. キッス・ミー -ボーナス・トラック-（3:07）
  - 作詞: 千家和也、作曲: 福沢俊介、編曲: 穂口雄右
21. 友達の恋人 -ボーナス・トラック-（2:38）
  - 作詞: 千家和也、作曲・編曲: 穂口雄右
22. 芽ばえ -オリジナル・カラオケ、ガイドメロディー入り-（3:16）
23. たそがれ -オリジナル・カラオケ-（2:31）

## 発売履歴
- 1972年08月05日 - LP、規格品番：GAM-1001
- 1991年04月21日 - CD（2in One 「さわやか + あこがれ」）、規格品番：VICL-150
- 2002年12月15日 - CD（2in One 「さわやか + あこがれ」）、規格品番：VSCD-3715
- 2009年03月25日 - CD（紙ジャケット仕様、リマスタリング、本人インタビュー付）、規格品番：VICL-63257